# Diocèse d'Inongo
Le diocèse d'Inongo est une juridiction de l'Église catholique en République démocratique du Congo.

## Histoire
Le vicariat apostolique d'Inongo a été créé le 29 juin 1953 à partir d'une partie du territoire du vicariat apostolique de Léopoldville. Il devient diocèse d'Inongo à partir du 10 novembre 1959. Il est suffragant de l’archidiocèse de Kinshasa.

## Évêques
Depuis sa création en tant que vicariat apostolique d'Inongo, quatre évêques s'y sont succédé :
1. Mgr Jan Van Cauwelaert, C.I.C.M. (6 janvier 1954 - 12 juin 1967) [note 1] ;
2. Mgr Léon Lesambo Ndamwize (12 juin 1967 - 27 juillet 2005) ;
3. Mgr Philippe Nkiere Keana (27 juillet 2005 - 31 mars 2018) ;
4. Mgr Donatien Bafuidinsoni Maloko-Mana, S.J. (à partir du 31 mars 2018).

### Évêque auxiliaire
- Mgr Laurent Monsengwo Pasinya (13 février 1980 - 7 avril 1981), nommé évêque auxiliaire de KIsangani.

## Statistiques
| année | baptisés | population totale | pourcentage | prêtres (total) | prêtres séculiers | prêtres réguliers | catholiques par prêtre | diacres | religieux | religieuses | paroisses |
| ----- | -------- | ----------------- | ----------- | --------------- | ----------------- | ----------------- | ---------------------- | ------- | --------- | ----------- | --------- |
| 1970  | 120 926  | 297 873           | 40,6        | 56              | 10                | 46                | 2.159                  |         | 57        | 59          | 11        |
| 1980  | 161 295  | 344 866           | 46,8        | 39              | 12                | 27                | 4.135                  |         | 31        | 34          | 14        |
| 1990  | 266 000  | 436 000           | 61,0        | 40              | 19                | 21                | 6.650                  |         | 26        | 79          | 14        |
| 1999  | 300 342  | 634 500           | 47,3        | 53              | 43                | 10                | 5.666                  |         | 13        | 89          | 14        |
| 2000  | 316 000  | 650 000           | 48,6        | 53              | 46                | 7                 | 5.962                  |         | 10        | 86          | 14        |
| 2001  | 325 000  | 690 000           | 47,1        | 52              | 44                | 8                 | 6.250                  |         | 11        | 93          | 14        |
| 2002  | 330 000  | 720 000           | 45,8        | 53              | 45                | 8                 | 6.226                  |         | 19        | 90          | 14        |
| 2003  | 368 875  | 752 907           | 49,0        | 56              | 49                | 7                 | 6.587                  |         | 12        | 92          | 14        |
| 2004  | 396 000  | 800 000           | 49,5        | 55              | 49                | 6                 | 7.200                  |         | 9         | 93          | 14        |
| 2006  | 407 000  | 823 000           | 49,5        | 54              | 49                | 5                 | 7.537                  |         | 7         | 112         | 14        |
| 2013  | 601 610  | 1 170 000         | 51,4        | 58              | 57                | 1                 | 10.372                 |         | 6         | 129         | 22        |
| 2016  | 737 000  | 1 150 000         | 64,1        | 65              | 63                | 2                 | 11.338                 |         | 7         | 140         | 23        |
| 2019  | 810 000  | 1 263 970         | 64,1        | 63              | 62                | 1                 | 12.857                 |         | 5         | 152         | 23        |
| 2021  | 862 670  | 1 346 160         | 64,1        | 73              | 72                | 1                 | 11.817                 |         | 5         | 155         | 23        |

### Note
1. ↑  comme vicaire apostolique jusqu’au 10 novembre 1959